# Arno Lubos
Arno Joachim Lubos (* 9. Februar 1928 in Beuthen, Provinz Oberschlesien; † 14. November 2006 in Schweinfurt) war ein deutscher Lehrer, Literaturhistoriker und Schriftsteller.

## Leben
Arno Lubos wurde zum Ende des Zweiten Weltkriegs als Luftwaffenhelfer eingesetzt und geriet in amerikanische Kriegsgefangenschaft. Nach seiner Entlassung besuchte er das Neue Gymnasium in Bamberg und legte 1948 das Abitur ab. Er studierte Germanistik an der Philosophisch-Theologischen Hochschule Bamberg und der Universität Erlangen. Ab 1956 war er bis zu seiner Pensionierung im Jahr 1990 als Gymnasiallehrer tätig, seit 1961 am Casimirianum Coburg. 1978 wurde er an der Universität Frankfurt mit einer Arbeit über Schlesisches Schrifttum der Romantik und Popularromantik zum Dr. phil. promoviert, nachdem er bereits 1956 ein erstes Buch über die schlesische Romantik veröffentlicht hatte.
Mit Hermann Glaser und Jakob Lehmann veröffentlichte er 1961 die Literaturgeschichte Wege der deutschen Literatur, die mehr als 30 Auflagen erlebte. Seine dreibändige Geschichte der Literatur Schlesiens erschien zwischen 1960 und 1974. Außerdem schrieb er einige biographische Monographien über schlesische Schriftsteller.
Als Schriftsteller veröffentlichte er Essays und Erzählungen. Sein Roman Schwiebus. Ein deutscher Roman erschien 1980 und setzte sich mit der Fiktion eines von den Nationalsozialisten gewonnenen Krieges auseinander. Zwölf Jahre später setzte er sich im Roman Die Geschichte des August Maltsam mit der Nachkriegsgeschichte auseinander.
Arno Lubos gehörte seit 1978 dem PEN-Zentrum Deutschland an. 1967 erhielt er den Förderungspreis des Landes Nordrhein-Westfalen.

## Werke (Auswahl)
- Die schlesische Romantik, Ostdeutsche Beiträge aus dem Göttinger Arbeitskreis, Band 1,  Würzburg 1956. (Abhandlungen zur Kunst-, Musik- und Literaturwissenschaft 33)
- Wege der deutschen Literatur. Eine geschichtliche Darstellung (mit Hermann Glaser und Jakob Lehmann), Frankfurt am Main 1961, 31. Auflage 1995, ISBN 978-3-548-34492-8.
- Geschichte der Literatur Schlesiens, 3 Bände 1960, 1967, 1974, Neuauflage des ersten Bandes: Würzburg 1995, ISBN 978-3-87057-181-8.
- Die schlesische Dichtung im 20. Jahrhundert, München 1961.
- Kleinstadtgeschichten, Buxheim 1963.
- Der humane Aufstand, Erzählungen, Wolfenbüttel 1997.
- Erinnerungen an Schlesien. Heiteres und Nichtheiteres, Frankfurt am Main 1968.
- Deutsche und Slawen. Beispiele aus Schlesien und anderen Ostgebieten. Europaverlag, Wien 1974, ISBN 3-203-50510-X.
- Hermann Stehr, Darmstadt 1977, ISBN 978-3-87561-611-8.
- Schlesisches Schrifttum der Romantik und Popularromantik (Dissertation), München 1978, ISBN 978-3-7705-1514-1.
- Jochen Klepper, Werke. Beschreibung und Biographie, Hollfeld 1978, ISBN 978-3-921202-43-2.
- Gerhart Hauptmann. Werkbeschreibung und Chronik, Zürich 1978, ISBN 978-3-260-04380-2.
- Schwiebus. Ein deutscher Roman, München und Wien 1980, ISBN 978-3-7844-1856-8.
- Die Geschichte des August Maltsam, Münster 1992, ISBN 978-3-89473-460-2.